# 蒂娜·麦肯齐
蒂娜·麦肯齐（英語：Tina McKenzie，1974年6月8日—），澳大利亚女子篮球运动员。她曾代表澳大利亚参加2004年、2008年和2012年夏季残疾人奥林匹克运动会轮椅篮球比赛，获得二枚银牌和一枚铜牌。